# Half-Life: Source
Half-Life: Source — перевидання гри Half-Life 1998 року на базі більш сучасного ігрового рушія Source з низкою нововведень у графічному виконанні і ігровому процесі. Перевидання було розроблено компанією Valve Corporation і випущено в 2004 році за допомогою системи цифрового поширення Steam.
Пізніше, в 2006 році, у вигляді окремої гри вийшло перевидання багатокористувацького режиму оригінальної гри — Half-Life Deathmatch: Source.

## Сюжет
Сюжет гри повністю відповідає сюжету оригінальної Half-Life і оповідає про подію в дослідному центрі «Чорна Меза», розташованому в американському штаті Нью-Мексико.
Діючий персонаж гри — молодий талановитий науковий співробітник Гордон Фрімен, який працює в Лабораторії аномальних матеріалів. Маючи низький рівень допуску, учений підозрює у тому, які небезпеки таїть у собі майбутня робота. Одного ранку Гордона направляють у тестову камеру для проведення стандартного аналізу кристала. Наслідки експерименту, однак, виявляються катастрофічними.

## Розробка

Перестрілка в Half-Life: Source. Незважаючи на те, що текстури і моделі в грі не були замінені, можна побачити поліпшену деталізацію, створювану рушієм Source: скелі тепер змодельовані як окремі об'єкти, а не «намальовані» на текстурі неба.

Скріншот з High-Definition Source — модифікації, що покращує графіку в Half-Life: Source шляхом використання більш якісних текстур і моделей.

### Відмінності від оригінальної гри
Технічно Half-Life: Source є удосконаленою версією гри Half-Life, проте всі елементи оригіналу (тривимірні об'єкти, текстури, анімація персонажів , звуковий супровід) були збережені. Таким чином, Half-Life: Source швидше була розроблена для шанувальників ігор серії, ніж для залучення нових гравців. Згідно із заявами представників компанії, гра є «підтвердженням концепції» про те, що портування гри на новий рушій (оригінальний Half-Life побудовано на базі GoldSrc) можливе, але глобальне покращення графіки та зміни в ігровому процесі не входили до планів розробників.
Але незважаючи на використання матеріалів з оригінальної гри, у Half-Life: Source було додано деякі напрацювання, притаманні іграм на рушії Source: наприклад, реалістичну воду з віддзеркаленнями та заломленням світла, створену з використанням шейдерів; динамічних тіней, які відкидаються об'єктами та персонажами; збільшену дальність промальовування; з'явилися поверхні, що відображають і відблиски, що відбивають світло; реалізовано ефекти від влучання куль. Змінено фізична модель: всі тверді предмети та персонажі керуються новим фізичним рушієм на основі Havok, інтегрованим у Source. Живі тіла поводяться відповідно до системи «тряпичної ляльки». Однак не всі можливості фізичного рушія були використані через низку причин. На одному з перших рівнів оригінальної гри, гравцеві доводиться стрибати по ящиках, що висять на тросах. Це стало б неможливим, якби ящики підпорядковувалися реалістичним законам фізики, які були реалізовані на рушії Source.
Повністю перероблений інтерфейс, виконаний у стилістиці Half-Life 2. З'явилася можливість вільно переміщатися головами гри, таким чином, даючи можливість гравцям пройти лише окремі розділи замість всієї сюжетної лінії.
Також у грі зазнали зміни деякі рівні: замість застарілої технології движка Half-Life, коли віддалені об'єкти «малювалися» на тлі текстури неба, використовується технологія «скайбокс», в результаті чого імітується реалістичне необмежене небо, а віддалені об'єкти, такі як столові гори і споруди, що знаходяться на великій відстані, стали повноцінними моделями.

### Штучний інтелект
Деякі аспекти штучного інтелекту Half-Life 2 можуть бути помітні і в Half-Life: Source. Противники уважніші до присутності гравця і шукають укриття при пораненнях. Також слід зауважити, що союзники йдуть за гравцем на зразок того, як це було в Half-Life 2. При зустрічі з противниками замість того, щоб завжди залишатися на місці або померти самим, союзники роз'єднуються, коли гравець йде далі. Проте, на відміну Half-Life 2, команди управління групою союзників відсутні.
У деяких випадках змінений штучний інтелект несприятливо зачіпає ігровий процес, конфліктуючи з роботою скриптових сцен з оригінальної гри.

## Half-Life Deathmatch: Source
Багатокористувацький режим, вбудований в оригінальну Half-Life, для Source-версії був випущений у вигляді окремої гри — Half-Life Deathmatch: Source, яку можна встановити за бажанням . Half-Life Deathmatch: Source включає всі мережеві карти з мультиплеєра оригінальної Half-Life з незначними поліпшеннями графіки і новими можливостями, що надаються більш сучасним движком.
Half-Life Deathmatch: Source з'явилася 1 травня 2006 року і поставляється разом з Half-Life: Source, а також у комплекті з Half-Life 2: Episode One.

## Критика
Half-Life: Source критикується за те, що вона не показує повністю якості движка Source з Half-Life 2. Це, головним чином, є наслідком того, що були використані текстури та моделі з оригінальної гри, а не створені нові або використані моделі з доповнення High Definition Pack від Gearbox Software, яке поставлялося з Half-Life: Blue Shift.
На підставі цього, групою шанувальників гри була створена модифікація Black Mesa (пізніше стала окремою грою), метою якої стало відтворення ігрового процесу Half-Life з повністю переробленою і покращеною графікою. Крім ремейку, існує також неофіційна модифікація до самої Half-Life: Source — High-Definition Source, яка замінює текстури та моделі в грі на більш якісні аналоги, підвищуючи таким чином деталізацію графіки. Офіційний High Definition Pack також використовувався під час створення даного мода.